# کوری اسنایدر
کوری اسنایدر (انگلیسی: Cory Snyder؛ زادهٔ ۱۱ نوامبر ۱۹۶۲) بازیکن بیس‌بال اهل ایالات متحده آمریکا است.
وی در مسابقات کشوری و بین‌المللی در مجموع برندهٔ ۱ مدال نقره، ۱ مدال برنز شده‌است.